# Prionus fissicornis
Prionus fissicornis är en skalbaggsart som beskrevs av Samuel Stehman Haldeman 1848. Prionus fissicornis ingår i släktet Prionus och familjen långhorningar. Inga underarter finns listade i Catalogue of Life.